# Vitamin C
Vitamin C (askorbinska kislina) je vodotopen vitamin. Vitamin C je najpomembnejši antioksidant v ekstracelularni tekočini. Organizem varuje pred reaktivnimi prostimi radikali.
Pomanjkanje askorbinske kisline povzroči skorbut, tj. napako pri nastanku vezivne beljakovine kolagena. Nahaja se v veliki večini svežega sadja, kot so agrumi ter jagodičevje in zelenjavi, kot so kislo zelje, paprika, grah, paradižnik, brstični ohrovt itd. 
Mnoge živali lahko vitamin C sintetizirajo same, človek, opice in morski prašički pa ga moramo v telo vnesti s hrano ali prehranskimi dopolnili ter dodatki.. Dnevne potrebe po vitaminih se pri ljudeh razlikujejo in so odvisne od stanja metabolizma posameznika, od starosti ter spola. Tako je priporočena dnevna doza vitamina C za odrasle okoli 100 mg na dan, nosečnice naj bi zaužile 110 mg, doječe matere 150 mg in kadilci vsaj 150 mg na dan. Mnogi strokovnjaki priporočajo, da naj bi se zaradi dokazano pozitivnih učinkov za zdravje, priporočena dnevna doza povečala na 200 mg na dan.
Vitamin C lahko dobimo s hrano v dveh oblikah, in sicer kot askorbinsko kislino, ki je močan reducent, in v oksidirani obliki kot dehidroaskorbinsko kislino. Čeprav se vitamin C nahaja v telesnih tekočinah večinoma v reducirani obliki, sta askorbinska kislina, tako kot dehidroaskorbinska kislina, biološko aktivni in se v organizmu v encimsko kataliziranih reakcijah oksidacije in redukcije eden v drugega pretvarjata. Dehidroaskorbinsko kislino pripravimo encimsko, z encimom askorbat oksidazo, z oksidacijo z dodatkom kovinskih ionov (Cu2+, Fe3+ ...), ali s kisikom ob prisotnosti aktivnega oglja. Dehidroaskorbinsko kislino lahko z uporabo reducentov (TCEP, DTT ...) reduciramo v askorbinsko kislino.
Raziskave kažejo, da večina Slovencev na dan ne zaužije dovolj vitamina C. Dejstvo je, da narodi, ki jedo veliko sadja in zelenjave, ki sta bogata vira vitamina C, manj obolevajo za boleznimi srca in ožilja. Pri velikih odmerkih askorbinske kisline se poveča možnost za nastanek oksalatnih kamnov.
Soli askorbinske kisline se imenujejo askorbati.
Formula vitamina C je C6H8O6.